# Regeringen Kuuskoski
Regeringen Kuuskoski var Republiken Finlands 43:e regering. Ministären regerade i egenskap av expeditionsregering från 26 april 1958 till 29 augusti 1958. För första gången i Finlands historia var statsministerns ställföreträdare (vice statsminister) en kvinna, Tyyne Leivo-Larsson, som dessutom var kansliminister och andra socialminister. I Reino Kuuskoskis opolitiska ämbetsmannaregering ingick fyra företrädare för socialdemokratiska oppositionella men varken de eller övriga partipolitiskt aktiva personer i regeringen representerade sitt parti. Socialdemokratiska oppositionella grundade visserligen ett eget parti först år 1959 men de hade en egen obunden socialdemokratisk riksdagsgrupp innan dess.

## Ministrar
| Minister                                                                                | Ämbetsperiod                  | Parti                           |
| --------------------------------------------------------------------------------------- | ----------------------------- | ------------------------------- |
| Statsminister Reino Kuuskoski Tyyne Leivo-Larsson, ställföreträdare                     | 26 april 1958–29 augusti 1958 | opolitisk (socialdem. opp.)     |
| Minister i statsrådets kansli Tyyne Leivo-Larsson                                       | 26 april 1958–29 augusti 1958 | opolitisk (socialdem. opp.)     |
| Utrikesminister P.J. Hynninen                                                           | 26 april 1958–29 augusti 1958 | opolitisk                       |
| Justitieminister J.O. Söderhjelm                                                        | 26 april 1958–29 augusti 1958 | opolitisk (Svenska folkpartiet) |
| Inrikesminister Harras Kyttä                                                            | 26 april 1958–29 augusti 1958 | opolitisk (Finska folkpartiet)  |
| Försvarsminister Lars Björkenheim                                                       | 26 april 1958–29 augusti 1958 | opolitisk (Agrarförbundet)      |
| Finansminister Ilmo Nurmela                                                             | 26 april 1958–29 augusti 1958 | opolitisk (Samlingspartiet)     |
| Undervisningsminister Kustaa Vilkuna                                                    | 26 april 1958–29 augusti 1958 | opolitisk (Agrarförbundet)      |
| Jordbruksminister Pauli Lehtosalo                                                       | 26 april 1958–29 augusti 1958 | opolitisk (Agrarförbundet)      |
| Minister i jordbruksministeriet Matti Lepistö                                           | 26 april 1958–29 augusti 1958 | opolitisk (socialdem. opp.)     |
| Minister för kommunikationsväsendet och allmänna arbetena Paavo Kastari                 | 26 april 1958–29 augusti 1958 | opolitisk                       |
| Minister i ministeriet för kommunikationsväsendet och allmänna arbetena Eero Antikainen | 26 april 1958–29 augusti 1958 | opolitisk (socialdem. opp.)     |
| Handels- och industriminister Lauri Kivekäs                                             | 26 april 1958–29 augusti 1958 | opolitisk                       |
| Socialminister Valdemar Liljeström                                                      | 26 april 1958–29 augusti 1958 | opolitisk (socialdem. opp.)     |
| Minister i socialministeriet Tyyne Leivo-Larsson                                        | 26 april 1958–29 augusti 1958 | opolitisk (socialdem. opp.)     |